# Oxford English Dictionary
|  | No s'ha de confondre amb Dictionary of National Biography. |

L'Oxford English Dictionary (català: Diccionari anglès d'Oxford o Diccionari anglés d'Oxford), abreujat com a OED és el principal diccionari històric de la llengua anglesa, publicat per l'Oxford University Press (OUP). Rastreja el desenvolupament històric de la llengua anglesa, proporcionant un recurs complet a acadèmics i investigadors acadèmics, a més de descriure l’ús lingüístic en els múltiples dialectes de l'anglès a tot el món.
Les obres del diccionari es van iniciar el 1857, però només el 1884 es van començar a publicar en fascicles no lligats mentre es continuava treballant en el projecte, amb el nom de A New English Dictionary on Historical Principles; Founded Mainly on the Materials Collected by The Philological Society. El 1895, el títol The Oxford English Dictionary es va utilitzar per primera vegada de manera no oficial a les portades de la sèrie i, el 1928, el diccionari complet es va tornar a publicar en deu volums enquadernats. El 1933, el títol The Oxford English Dictionary va substituir completament el nom anterior en totes les ocasions en la seva reimpressió com a dotze volums amb un suplement d’un volum. Al llarg dels anys es van produir més suplements fins al 1989, quan se'n va publicar la segona edició, que comprenia 21.728 pàgines en 20 volums. Des de l'any 2000, s'ha realitzat la recopilació d'una tercera edició del diccionari, aproximadament la meitat de la qual es va completar el 2018.
La primera versió electrònica del diccionari es va fer disponible el 1988. La versió en línia està disponible des del 2000 i, en data d'abril de 2014, rebia més de dos milions de visites al mes. És probable que la tercera edició del diccionari només aparegui en format electrònic; el cap executiu d'Oxford University Press ha afirmat que és probable que mai no s'imprimeixi.

## Naturalesa històrica
Com a diccionari històric, l'Oxford English Dictionary inclou entrades en què es presenta primer el sentit registrat constatable d'una paraula, sigui actual o obsolet, i cada sentit addicional es presenta en ordre històric segons la data del seu ús registrat més primerenc. A continuació de cada definició es presenten diverses breus cites que il·lustren en ordre cronològic, des de l’ús comprovable més primerenc de la paraula en aquest sentit fins a l’últim ús constatable per a un sentit obsolet, per indicar tant la seva vida útil com el temps transcorregut des de la seva desuetud, o fins a l'ús recent per als actuals.
El format de les entrades de l'OED ha influït molts altres projectes d'història lexicogràfica. Els precursors de l'OED, com els primers volums del Deutsches Wörterbuch, havien proporcionat inicialment poques cites d'un nombre limitat de fonts, mentre que els editors de l'OED utilitzaven grups més grans de cites bastant curtes d'una àmplia selecció d'autors i publicacions. Això va influir els volums posteriors d'aquesta i d'altres obres lexicogràfiques.

## Entrades i mida relativa

Diagrama dels tipus de vocabulari anglès inclosos a l'OED, ideat per James Murray, el seu primer editor.

Segons els editors, caldria una sola persona durant cent vint anys per a "introduir" els 59 milions de paraules de la segona edició de l'OED, seixanta anys per a revisar-los i 540 megabytes per emmagatzemar-los electrònicament. El 30 de novembre de 2005, l'Oxford English Dictionary contenia aproximadament 301.100 entrades principals. Complementant les capçaleres d’entrada, hi ha 157.000 combinacions i derivats en negreta; 169.000 frases i combinacions en negreta cursiva; 616.500 formes de paraules en total, incloent-hi 137.000 pronunciacions, 249.300 etimologies, 577.000 referències creuades i 2.412.400 usos. L'última edició impresa completa del diccionari (segona edició, 1989) es va imprimir en 20 volums, amb 291.500 entrades en 21.730 pàgines. L'entrada més llarga a l'OED2 va ser per al conjunt de verbs, que requeria 60.000 paraules per descriure uns 430 sentits. A mesura que es van començar a revisar les entrades de l'OED3 en seqüència a partir de la M, l'entrada més llarga va passar a ser make el 2000, després va ser put el 2007 i després run el 2011.
Malgrat la seva considerable mida, l'OED no és ni el diccionari més gran ni el més exhaustiu del món. Un altre gran diccionari anterior és el diccionari alemany dels germans Grimm, iniciat el 1838 i acabat el 1961. La primera edició del Vocabolario degli Accademici della Crusca és el primer gran diccionari dedicat a una llengua europea moderna (italià) i es va publicar el 1612; la primera edició del Dictionnaire de l'Académie française data del 1694. El diccionari oficial en castellà és el Diccionario de la lengua española (produït, editat i publicat per la Real Academia Española) i la seva primera edició es va publicar el 1780. El Diccionari xinès Kangxi es va publicar el 1716. Es creu que el diccionari més gran per nombre de pàgines és el neerlandès Woordenboek der Nederlandsche Taal. 

## Història
| Publicacions del Diccionari anglès d'Oxford | Publicacions del Diccionari anglès d'Oxford | Publicacions del Diccionari anglès d'Oxford | Publicacions del Diccionari anglès d'Oxford |
| Data                                        | Rang                                        | Títol                                       | Volum                                       |
| ------------------------------------------- | ------------------------------------------- | ------------------------------------------- | ------------------------------------------- |
| 1888                                        | A i B                                       | ED Nou                                      | Vol. 1                                      |
| 1893                                        | C                                           | NED                                         | Vol. 2                                      |
| 1897                                        | D i E                                       | NED                                         | Vol. 3                                      |
| 1900                                        | F i G                                       | NED                                         | Vol. 4                                      |
| 1901                                        | H, I, J i K                                 | NED                                         | Vol. 5                                      |
| 1908                                        | L, M i N                                    | NED                                         | Vol. 6                                      |
| 1909                                        | O i P                                       | NED                                         | Vol. 7                                      |
| 1914                                        | Q a Sh                                      | NED                                         | Vol. 8                                      |
| 1919                                        | Si a St                                     | NED                                         | Vol. 9/1                                    |
| 1919                                        | Su a Th                                     | NED                                         | Vol. 9/2                                    |
| 1926                                        | Ti a U                                      | NED                                         | Vol. 10/1                                   |
| 1928                                        | V, W, X, Y i Z                              | NED                                         | Vol. 10/2                                   |
| 1928                                        | Tot                                         | NED                                         | 10 vols.                                    |
| 1933                                        | Tot                                         | NED                                         | Suplement                                   |
| 1933                                        | Tot + Suplement                             | Oxford ED                                   | 13 Volums                                   |
| 1972                                        | A                                           | OED Sup.                                    | Vol. 1                                      |
| 1976                                        | H                                           | OED Sup.                                    | Vol. 2                                      |
| 1982                                        | O                                           | OED Sup.                                    | Vol. 3                                      |
| 1986                                        | Mar                                         | OED Sup.                                    | Vol. 4                                      |
| 1989                                        | Tot                                         | OED 2nd Ed.                                 | 20 volums                                   |
| 1993                                        | Tot                                         | OED Add. Ser.                               | Volums 1–2                                  |
| 1997                                        | Tot                                         | OED Add. Ser.                               | Vol. 3                                      |

### Orígens
El diccionari va començar com un projecte de la Philological Society d'un petit grup d'intel·lectuals a Londres (sense connexió amb la Universitat d'Oxford): Richard Chenevix Trench, Herbert Coleridge i Frederick Furnivall, que no estaven satisfets amb els diccionaris anglesos existents. La societat va manifestar el seu interès a compilar un nou diccionari ja el 1844, però no va ser fins al juny de 1857 que van començar formant un "Comitè de paraules no registrades" per buscar paraules que no estaven llistades o que estaven mal definides en els diccionaris de l'època. Al novembre, l'informe de Trench no era una llista de paraules no registrades; en canvi, va ser l'estudi On Some Deficiencies in our English Dictionaries, que va identificar set deficiències diferents en els diccionaris contemporanis:
- Cobertura incompleta de paraules obsoletes
- Cobertura incoherent de famílies de paraules relacionades
- Dades incorrectes per al primer ús de les paraules
- La història dels sentits obsolets de les paraules sovint s’omet
- Distinció inadequada entre sinònims
- Ús insuficient de bones citacions il·lustratives
- Es malgasta espai en contingut inadequat o redundant.

La societat filològica es va adonar en última instància que el nombre de paraules no llistades seria molt més que el nombre de paraules dels diccionaris anglesos del segle xix, i va canviar la seva idea de cobrir només paraules que no estaven ja en diccionaris anglesos a un projecte més ampli. Trench va suggerir que calia "un diccionari nou i complet". El 7 de gener de 1858, la societat filològica va adoptar formalment la idea d'un nou diccionari complet. Als lectors voluntaris se’ls assignaria llibres concrets, copiant passatges que il·lustressin l’ús de paraules en fulls de pressupost. Més tard el mateix any, la societat va acceptar el projecte en principi, amb el títol A New English Dictionary on Historical Principles (NED).

### Editors primerencs
Richard Chenevix Trench (1807–1886) va tenir un paper clau en els primers mesos del projecte, però el seu nomenament com a degà de Westminster va fer que no pogués donar al projecte de diccionari el temps que requeria. Es va retirar i Herbert Coleridge es va convertir en el primer editor.

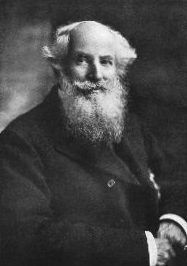
Frederick Furnivall, 1825 – 1910

El 12 de maig de 1860 es va publicar el pla de diccionaris de Coleridge i es van iniciar les investigacions. Casa seva va ser la primera redacció. Va col·locar 100.000 fulls de cotització en una xarxa de 54 coloms. L'abril de 1861, el grup va publicar les primeres pàgines de mostra; més tard aquell mes, Coleridge va morir de tuberculosi, a trenta anys.
Després, Furnivall es va convertir en editor; era entusiasta i coneixedor, però temperament mal adequat per al treball. Molts lectors voluntaris van acabar perdent l’interès pel projecte, ja que Furnivall no va aconseguir mantenir-los motivats. A més, molts dels fulls es van perdre.
Furnivall creia que, atès que molts textos impresos de segles anteriors no eren fàcilment disponibles, seria impossible que els voluntaris localitzessin amb eficàcia les cites que el diccionari necessitava. Com a resultat, va fundar l'Early English Text Society el 1864 i la Chaucer Society el 1868 per publicar manuscrits antics. Els esforços preparatoris de Furnivall van durar vint-i-un anys i van proporcionar nombrosos textos per a l'ús i el gaudi del gran públic, així com fonts crucials per a lexicògrafs, però en realitat no van consistir en la compilació d'un diccionari. Furnivall va reclutar més de 800 voluntaris per llegir aquells textos i registrar cites. Encara que eren entusiastes, els voluntaris no estaven ben formats i sovint feien seleccions inconsistents i arbitràries. En última instància, Furnivall va lliurar al seu successor gairebé dues tones de fulls de cotització i altres materials.
A la dècada de 1870, Furnivall va intentar sense èxit reclutar tant a Henry Sweet com a Henry Nicol per succeir-lo. Després es va dirigir a James Murray, que va acceptar el càrrec de redactor. A finals dels anys 1870, Furnivall i Murray es van reunir amb diversos editors sobre la publicació del diccionari. El 1878, la Oxford University Press va acordar amb Murray continuar el gran projecte; l'acord es va formalitzar l'any següent. 20 anys després de la seva concepció, el projecte de diccionari va tenir finalment una editorial. Es trigarien cinquanta anys més a completar-se.
A la fi de la seva direcció, Murray va saber que un lector especialment prolífic, anomenat WC Minor, estava confinat a un hospital mental per l'esquizofrènia que patia. Minor era un cirurgià format per la Universitat Yale i un oficial militar a la Guerra Civil Americana que havia estat confinat a Broadmoor Asylum for the Criminally Insane després de matar un home a Londres. Minor va inventar el seu propi sistema de seguiment de pressupostos, que li permetia enviar fulls de paraules específiques en resposta a les sol·licituds dels editors. La història de com Murray i Minor van treballar junts per avançar en l'OED s’ha recuperat en un llibre, The Surgeon of Crowthorne (títol estatunidenc: The Professor and the Madman), que fou més tard la base d’una pel·lícula de 2019 anomenada The Professor and the Madman, protagonitzada per Mel Gibson i Sean Penn.

### Editors d'Oxford

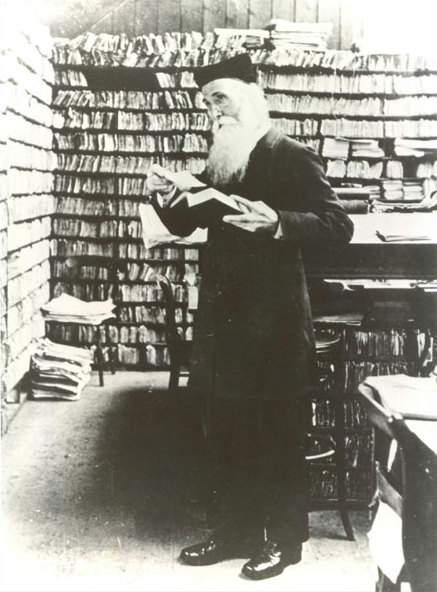
James Murray a l'Scriptorium a Banbury Road

Durant la dècada de 1870, la Societat Filològica estava preocupada pel procés de publicació d’un diccionari amb un abast tan immens. Tenien pàgines impreses per editors, però no es va arribar a cap acord de publicació; es va abordar tant amb la Cambridge University Press com amb la Oxford University Press. Finalment, l'OUP va acordar el 1879 (després de dos anys de negociacions entre Sweet, Furnivall i Murray) publicar el diccionari i pagar a Murray, que era alhora editor i president de la Societat Filològica. El diccionari s’havia de publicar com a fascicles d’interval, amb la forma final en quatre volums, amb un total de 6.400 pàgines. Tenien l'esperança d’acabar el projecte al cap de deu anys.

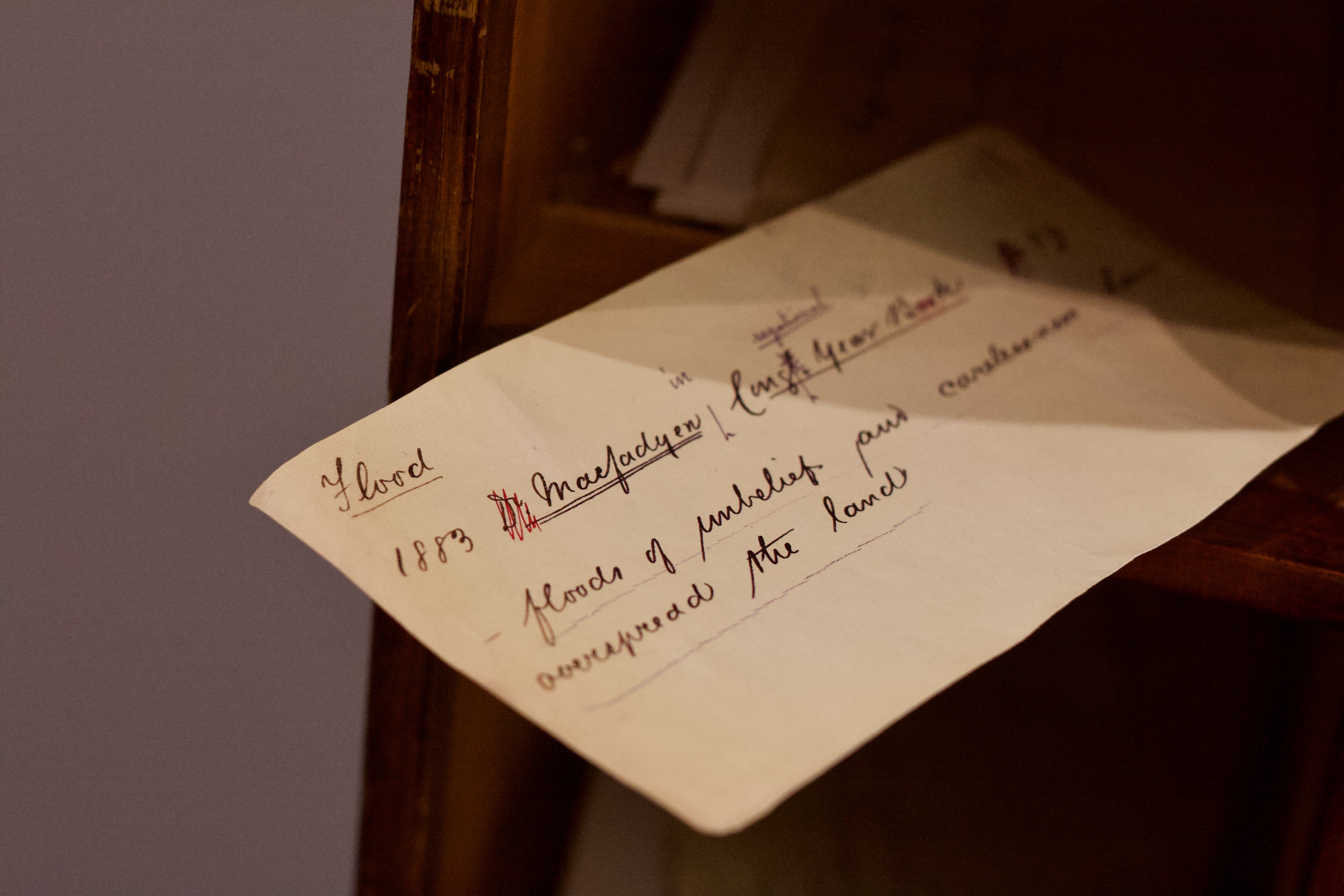
Un full de pressupost tal com s'utilitza en la compilació de l'OED, que il·lustra la paraula flood.

Murray va començar el projecte, treballant en una dependència de ferro ondulat anomenada "Scriptorium", que estava revestida de taulons de fusta, prestatges de llibres i 1.029 forats de coloms per als fulls de cotització. Va fer un seguiment i va recopilar la col·lecció de fulls de cites de Furnivall, que es va trobar concentrada en paraules estranyes i interessants en lloc d’usos habituals. Va apel·lar, a través de diaris distribuïts a llibreries i biblioteques, per als lectors que informessin de "tantes cites com poguessin per a paraules normals" i per a paraules "estranyes, obsoletes, antiquades, noves, peculiars o utilitzades d'una manera peculiar". Murray va fer que el filòleg estatunidenc i professor universitari d’arts liberals Francis March gestionés la col·lecció a Amèrica del Nord; 1.000 fulls de pressupost arribaven diàriament a l'Scriptorium i, el 1880, n'hi havia 2.500.000.
El primer fascicle del diccionari es va publicar l'1 de febrer de 1884, vint-i-tres anys després de les mostres de pàgines de Coleridge. El títol complet era A New English Dictionary on Historical Principles; Founded Mainly on the Materials Collected by The Philological Society; el volum de 352 pàgines, contenia les paraules d'A a Ant, amb un cost de 66 dòlars estatunidencs actual. Les vendes totals van ser de només 4.000 exemplars.
L’OUP va veure que trigaria massa a completar el treball amb arranjaments editorials no revisats. En conseqüència, es van contractar nous assistents i es van fer dues noves demandes a Murray: la primera va ser que es va traslladar de Mill Hill a Oxford, cosa que va fer el 1885. Murray va tornar a erigir el seu Scriptorium a la seva nova propietat.

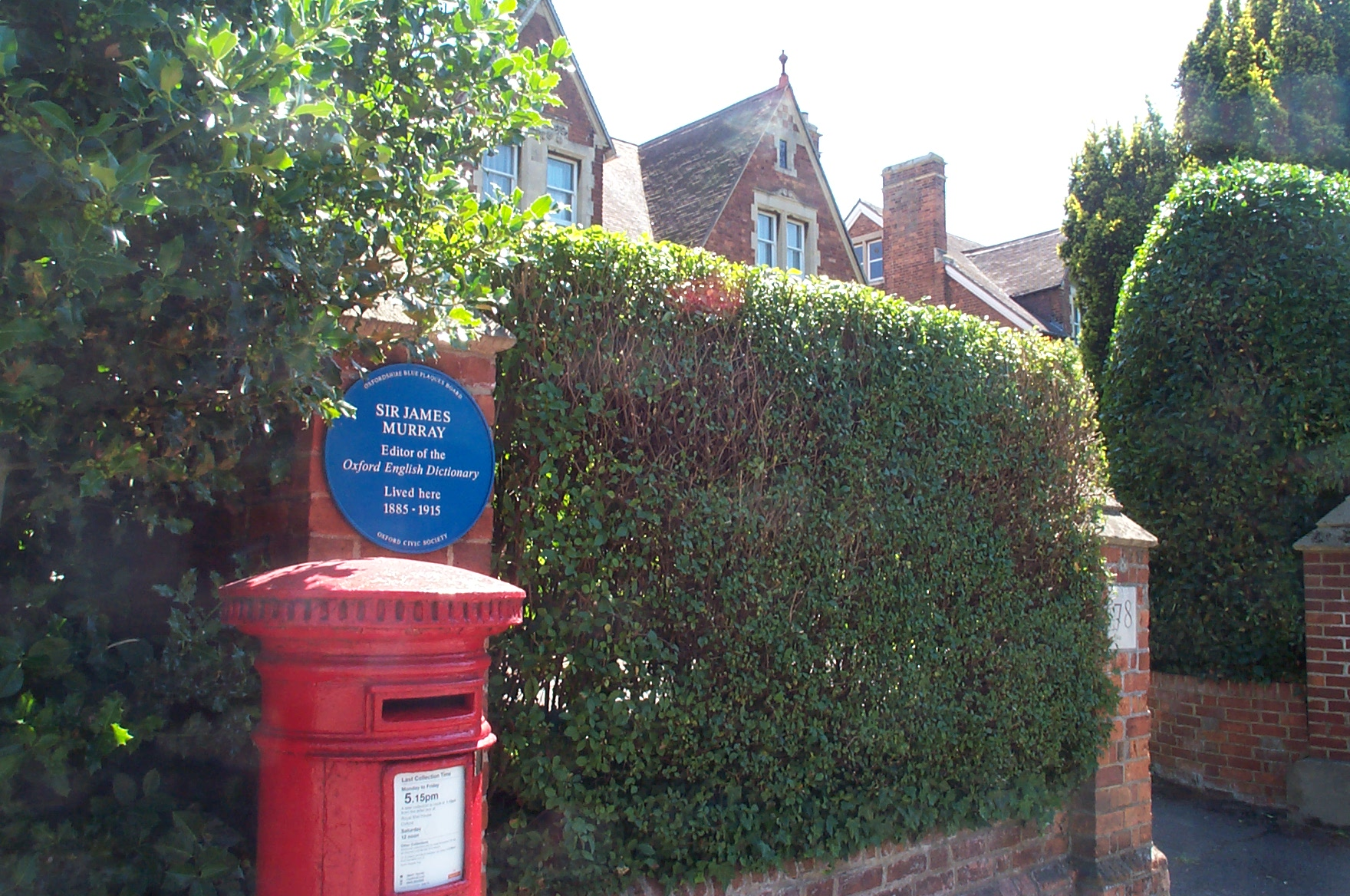
The 78 Banbury Road, Oxford, casa, antiga residència de James Murray, editor de l' Oxford English Dictionary.

Murray es va resistir a la segona exigència: que si no aconseguia complir el calendari, hauria de contractar un segon editor sènior que treballés en paral·lel a ell, fora de la seva supervisió, en paraules començades amb altres lletres de l'alfabet. Murray no volia compartir la feina, sentint que acceleraria el seu ritme de treball amb l'experiència. Va resultar que no va ser així, i Philip Gell de l'OUP va forçar la promoció de l'assistent de Murray, Henry Bradley (contractat per Murray el 1884), que treballava independentment al Museu Britànic de Londres a partir del 1888. El 1896, Bradley es va traslladar a la Universitat d'Oxford.
Gell va continuar assetjant Murray i Bradley amb les seves preocupacions empresarials (contenint costos i accelerant la producció) fins al punt en què semblava probable el col·lapse del projecte. Els diaris van informar de l'assetjament, en particular la Saturday Review, i l'opinió pública va donar suport als editors. Gell va ser acomiadat i la universitat va revertir les seves polítiques de costos. Si els editors pensessin que el diccionari hauria de créixer, ho faria; va ser una obra important i va valer la pena el temps i els diners per acabar correctament.
Ni Murray ni Bradley van viure per veure-ho. Murray va morir el 1915, sent responsable de les paraules que començaven per A – D, H – K, O – P i T, gairebé la meitat del diccionari acabat; Bradley va morir el 1923, després d'haver completat E-G, L-M, S-Sh, St i W-We. En aquell moment, dos redactors addicionals havien passat de ser assistents a fer treballs independents, continuant sense gaire problemes. William Craigie va començar el 1901 i va ser responsable de N, Q – R, Si – Sq, U – V i Wo – Wy. L'OUP anteriorment havia pensat que Londres era massa lluny d'Oxford, però, després de 1925, Craigie va treballar al diccionari a Chicago, on era professor. El quart editor va ser Charles Talbut Onions, que va compilar els rangs restants a partir del 1914: Su – Sz, Wh – Wo i X – Z.
El 1919–1920, J. R. R. Tolkien va ser contractat per l'OED, investigant les etimologies de la gamma Waggle a Warlock. Més tard va parodiar els principals editors com a "Els quatre savis escrivans d'Oxenford" a la història Gil, el granger de Ham.
A principis de 1894, s'havien publicat un total d'onze fascicles, aproximadament un per any: quatre per A-B, cinc per C i dos per E. D'aquestes, vuit tenien 352 pàgines, mentre que l'última de cada grup era més curta per acabar en el salt de lletres (que finalment es va convertir en un salt de volum). En aquest punt, es va decidir publicar l'obra en terminis més petits i més freqüents; un cop cada tres mesos a partir del 1895 hi hauria un fascicle de 64 pàgines. Si es disposés de prou material, es publicarien junts 128 o fins i tot 192 pàgines. Aquest ritme es va mantenir fins que la Primera Guerra Mundial va forçar la reducció de personal. Cada vegada que hi havia prou pàgines consecutives disponibles, el mateix material també es publicava als fascicles originals més grans. També el 1895 es va utilitzar per primera vegada el títol Oxford English Dictionary. Després només va aparèixer a les cobertes exteriors dels fascicles; el títol original era encara oficial i s’utilitzava a qualsevol altre lloc.

### Finalització de la primera edició i del primer suplement
El 125è i darrer fascicle abastava paraules de Wise fins a finals de W i es va publicar el 19 d'abril de 1928, i el diccionari complet en volums enquadernats va seguir immediatament. William Shakespeare és l'escriptor més citat del diccionari completat, essent Hamlet la seva obra més citada. Mary Ann Evans és l'escriptora més citada. Col·lectivament, la Bíblia és l’obra més citada (en moltes traduccions); l'obra més citada és Cursor Mundi.
Es va continuar recopilant material addicional per a un rang de lletres determinat després d’imprimir el fascicle corresponent, amb vista a la inclusió en un suplement o en una edició revisada. El 1933 es va publicar un suplement d’un volum d’aquest material, amb les entrades ponderades cap a l’inici de l’alfabet on els fascicles tenien dècades d’antiguitat. El suplement incloïa almenys una paraula (bondmaid) que es va ometre accidentalment quan els seus fulls es van perdre; moltes paraules i sentits recentment encunyats (famosament appendicitis, encunyada el 1886 i desapareguda del fascicle de 1885, que va tenir protagonisme quan l'apendicitis d'Eduard VII de 1902 va ajornar-ne la coronació); i alguns anteriorment exclosos com a massa foscos (notòriament radium, omès el 1903, mesos abans que els seus descobridors Pierre i Marie Curie guanyessin el Premi Nobel de Física). També el 1933 es van tornar a publicar els fascicles originals de tot el diccionari, enquadernats en 12 volums, sota el títol "The Oxford English Dictionary ". Aquesta edició, amb 13 volums inclòs el suplement, es va reeditar posteriorment el 1961 i el 1970.

### Segon suplement
El 1933, Oxford havia posat finalment el diccionari; tot el treball va acabar i els fulls de pressupost es van emmagatzemar. Tanmateix, la llengua anglesa va continuar canviant i, quan havien passat vint anys, el diccionari estava obsolet.
Hi havia tres maneres possibles d’actualitzar-lo. El més barat hauria estat deixar sola l’obra existent i simplement compilar un nou suplement de potser un o dos volums; però tot aquell que busqui una paraula o un sentit i no estigui segur de la seva edat hauria de buscar-lo en tres llocs diferents. L'elecció més convenient per a l'usuari hauria estat que el diccionari sencer es reedités i es tornés a tipificar, amb cada canvi inclòs en el seu lloc alfabètic adequat; però aquesta hauria estat l’opció més cara, ja que calia produir 15 volums. L’OUP va escollir un enfocament mitjà: combinar el nou material amb el suplement existent per formar un suplement de reemplaçament més gran.
Robert Burchfield va ser contractat el 1957 per editar el segon suplement; Charles Talbut Onions va fer 84 anys aquell any, però encara va poder fer algunes contribucions. S'esperava que el treball sobre el suplement durés uns set anys. De fet, van trigar 29 anys, moment en què el nou suplement (OEDS) havia crescut fins a arribar a quatre volums, començant per A, H, O i Sea. Es van publicar el 1972, 1976, 1982 i 1986 respectivament, portant el diccionari complet a 16 volums, o 17 comptant el primer suplement.
Burchfield va emfatitzar la inclusió del llenguatge actual i, a través del suplement, el diccionari es va ampliar per incloure una gran quantitat de noves paraules procedents dels àmbits emergents de la ciència i la tecnologia, a més de la cultura popular i la parla col·loquial. Burchfield va dir que va ampliar l'abast per incloure l'evolució de la llengua a les regions de parla anglesa més enllà del Regne Unit, incloent-hi Amèrica del Nord, Austràlia, Nova Zelanda, Sud-àfrica, l'Índia, el Pakistan i el Carib. Burchfield també va eliminar, per motius desconeguts, moltes entrades que s'havien afegit al suplement de 1933. El 2012, una anàlisi de la lexicògrafa Sarah Ogilvie va revelar que moltes d’aquestes entrades eren préstecs estrangers, malgrat que l’afirmació de Burchfield que incloïa més paraules d’aquest tipus. La proporció es va calcular a partir d’un càlcul de la mostra fins al 17% de les paraules de préstecs estrangers i de les formes regionals d’anglès. Alguns d'aquests només tenien un sol ús registrat, però molts tenien diverses cites registrades, i es trobava en contra del que es creia que era la pràctica editorial establerta de l'OED i la percepció que havia obert el diccionari a "World English".

### Segona edició
Quan es va completar el nou suplement, era evident que calia digitalitzar el text complet del diccionari. Per aconseguir-ho, caldria tornar-lo a escriure una vegada, però a partir d’aleshores sempre seria accessible per a la cerca per ordinador, així com per a les noves edicions del diccionari que es desitgin, començant per la integració dels volums suplementaris i del text principal. La preparació d’aquest procés es va iniciar el 1983 i el treball editorial va començar l’any següent sota la direcció administrativa de Timothy J. Benbow, amb John A. Simpson i Edmund SC Weiner com a coeditors. El 2016, Simpson va publicar les seves memòries explicant els seus anys a l'OED: The Word Detective: Searching for the Meaning of It All a l'Oxford English Dictionary - A Memoir.

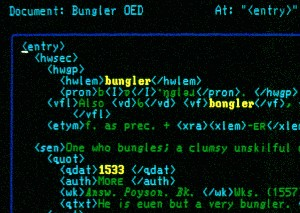
Edició d’una entrada del NOED mitjançant LEXX

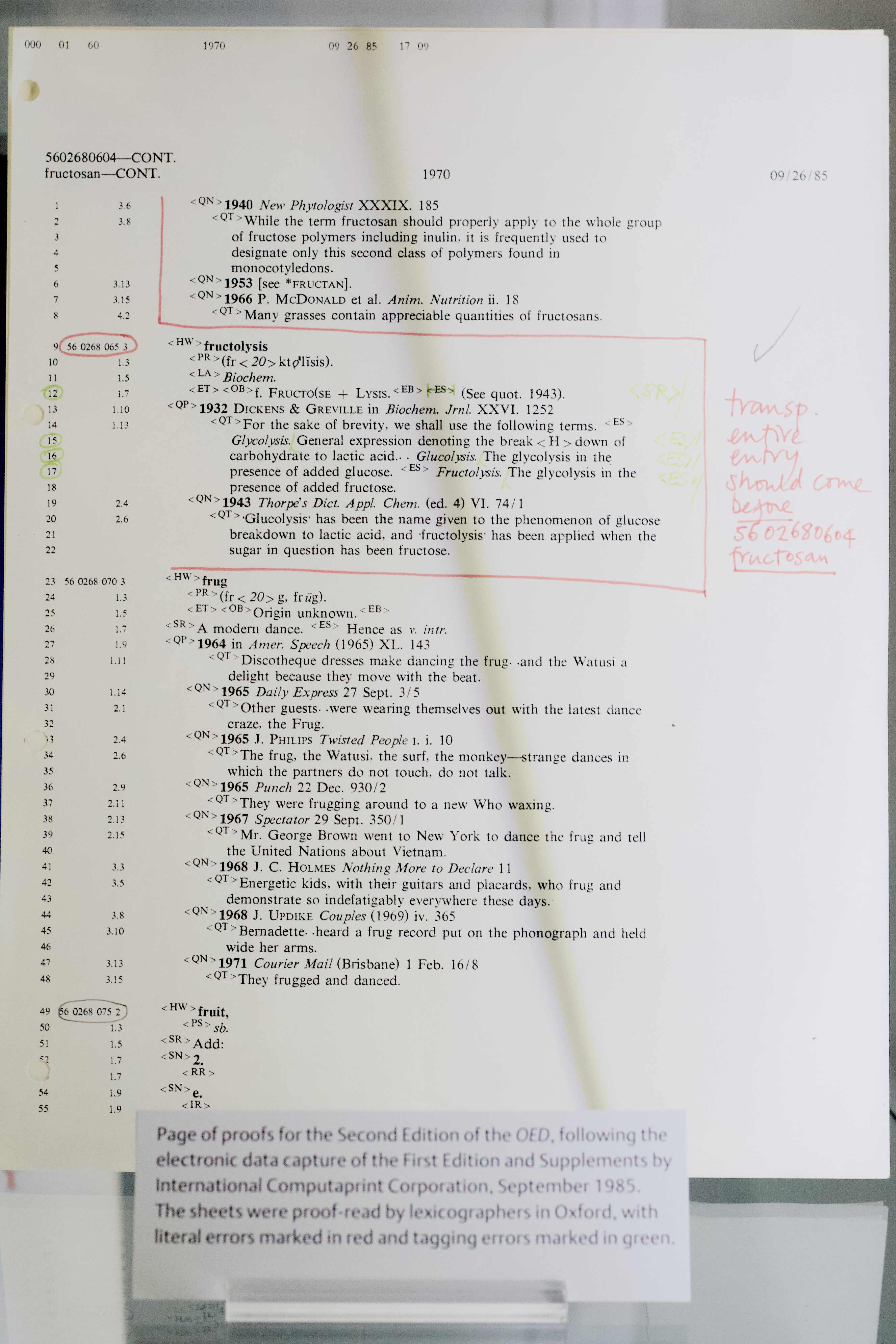
Una impressió del marcatge SGML utilitzat en la informatització de l' OED, que mostra les anotacions a llapis utilitzades per marcar correccions.

Així va començar el projecte New Oxford English Dictionary (NOED). Als Estats Units, més de 120 mecanògrafs de la International Computaprint Corporation (ara Reed Tech) van començar a introduir més de 350.000.000 de caràcters, el seu treball el van comprovar 55 lectors de proves a Anglaterra. Reescriure el text per si sol no era suficient; es va haver de conservar tota la informació representada per la complexa tipografia del diccionari original, cosa que es va fer marcant el contingut a SGM. També calia un motor de cerca especialitzat i un programari de visualització per accedir-hi. Segons un acord de 1985, part d’aquest treball de programari es va fer a la Universitat de Waterloo, al Canadà, al Centre for the New Oxford English Dictionary, dirigit per Frank Tompa i Gaston Gonnet; aquesta tecnologia de cerca es va convertir en la base per a Open Text Corporation. La filial britànica d'IBM va fer una donació de maquinari informàtic, bases de dades i altres programes, gestors de desenvolupament i programadors per al projecte; l'editor dirigit per la sintaxi de color per al projecte, LEXX, va ser escrit per Mike Cowlishaw d'IBM. La Universitat de Waterloo, al Canadà, es va oferir voluntàriament per dissenyar la base de dades. A. Walton Litz, professor d’anglès a la Universitat de Princeton que va formar part del consell assessor de l'Oxford University Press, va ser citat a Time dient que “mai no m’he relacionat amb un projecte, ni tan sols he sentit a parlar d’un projecte. tan increïblement complicat i que va complir tots els terminis".
El 1989, el projecte NOED havia assolit els seus objectius principals i els editors, que treballaven en línia, havien combinat amb èxit el text original, el suplement de Burchfield i una petita quantitat de material més recent, en un sol diccionari unificat. La paraula new es va eliminar de nou del nom i es va publicar la segona edició de l'OED o OED2. La primera edició retrònima va esdevenir el OED1.
L’Oxford English Dictionary 2 es va imprimir en 20 volums. Fins a una etapa molt tardana, tots els volums de la primera edició es van iniciar sobre els límits de les lletres. Per a la segona edició, no es va intentar començar amb els límits de les lletres, i es van fer aproximadament iguals en mida. Els 20 volums van començar amb A, BBC, Cham, Creel, Dvandva, Follow, Hat, Interval, Look, Moul, Ow, Poise, Quemadero, Rob, Ser, Soot, Su, Thru, Unemancipated i Wave.
El contingut de l'OED2 és majoritàriament només una reorganització del corpus anterior, però el recompostatge va proporcionar una oportunitat per a dos canvis de format que feia temps que necessitaven. El títol de cada entrada ja no es va posar en majúscules, cosa que permetia a l'usuari veure fàcilment aquelles paraules que realment requereixen una majúscula. Murray havia ideat la seva pròpia notació per a la pronunciació, ja que no hi havia cap estàndard disponible en aquell moment, mentre que l'OED2 va adoptar l'alfabet fonètic internacional modern. A diferència de l'edició anterior, tots els alfabets estrangers, excepte el grec, eren transliterats.
El concurs britànic Countdown ha atorgat la versió completa lligada a la pell als campions de cada sèrie des de la seva creació el 1982.
Quan es va publicar la versió impresa de la segona edició el 1989, la resposta va ser entusiasta. L'autor Anthony Burgess el va definir com a "el major esdeveniment editorial del segle", segons cita el Los Angeles Times. Time va batejar el llibre com un "Everest erudit", i Richard Boston, que escrivia per a The Guardian, el va qualificar de ser "una de les meravelles del món".

### Sèries addicionals
Els suplements i la seva integració a la segona edició van suposar una gran millora per al conjunt de l'OED, però es va reconèixer que la majoria de les entrades encara eren fonamentalment inalterades respecte a la primera edició. Bona part de la informació del diccionari publicada el 1989 ja estava dècada desfasada, tot i que els suplements havien fet un bon progrés cap a la incorporació de vocabulari nou. Tot i això, moltes definicions contenien teories científiques refutades, informació històrica obsoleta i valors morals que ja no eren àmpliament acceptats. A més, els suplements no havien pogut reconèixer moltes paraules dels volums existents com a obsoletes en el moment de la publicació de la segona edició, el que significa que milers de paraules es van marcar com a actuals malgrat que no hi hagi proves recents del seu ús.
En conseqüència, es va reconèixer que els treballs en una tercera edició haurien de començar a corregir aquests problemes. El primer intent de produir una nova edició es va produir amb l'Oxford English Dictionary Additions Series, un nou conjunt de suplements que complementen l'OED2 amb la intenció de produir-ne una tercera edició. Els suplements anteriors van aparèixer en edicions alfabètiques, mentre que la nova sèrie tenia un rang complet d’entrades A-Z dins de cada volum individual, amb un índex alfabètic complet al final de totes les paraules revisades fins ara, llistades cadascuna amb el número de volum que contenia l'entrada revisada.
Tanmateix, al final només es van publicar tres volums d'addicions, dos el 1993 i un el 1997, que contenia cadascun prop de 3.000 noves definicions. Les possibilitats de la World Wide Web i les noves tecnologies informàtiques en general van fer que els processos d’investigació del diccionari i de publicació d’entrades noves i revisades poguessin millorar enormement. Les noves bases de dades de cerca de text ofereixen molt més material perquè els editors del diccionari poguessin treballar i, amb la possibilitat de publicar-la al web, els editors podien publicar entrades revisades molt més ràpidament i fàcilment que mai. Es va demanar un nou enfocament i, per aquest motiu, es va decidir iniciar una nova revisió completa del diccionari.
- Oxford English Dictionary Additions Series Volume 1 (ISBN 978-0-19-861292-6)[53]

- Oxford English Dictionary Additions Series Volume 2 (ISBN 978-0-19-861299-5)[53]

- Oxford English Dictionary Additions Series Volume 3 (ISBN 978-0-19-860027-5)[53]

### Tercera edició
A partir del llançament del primer OED Online el 2000, els editors del diccionari van iniciar un important projecte de revisió per crear una tercera edició completament revisada del diccionari (OED3), que s’espera que finalitzi el 2037 amb el cost previst d’uns 34 milions de lliures esterlines.
Les revisions es van iniciar a la lletra M, i apareixia material nou cada tres mesos al lloc web d’OED Online. Els editors van optar per iniciar el projecte de revisió des de la meitat del diccionari per tal que la qualitat general de les entrades fos més uniforme, ja que les entrades posteriors a l'OED1 solien ser millors que les anteriors. Tanmateix, el març del 2008, els editors van anunciar que alternarien cada trimestre entre avançar en l’alfabet com abans i actualitzar "paraules clau angleses de tot l’alfabet, juntament amb les altres paraules que formen el clúster alfabètic que les envolta". Amb el rellançament del lloc web OED Online el desembre del 2010, la revisió alfabètica es va abandonar completament.
S'espera que la revisió dobli aproximadament la mida del diccionari. A part de les actualitzacions generals per a incloure informació sobre paraules noves i altres canvis en el llenguatge, la tercera edició aporta moltes altres millores, inclosos els canvis en el format i les convencions estilístiques per facilitar la lectura i la cerca per ordinador, informació més etimològica i un canvi general de focus des de paraules individuals cap a una cobertura més general de la llengua en conjunt. Tot i que el text original extret de les seves cites principalment de fonts literàries com novel·les, obres de teatre i poesia, amb material addicional de diaris i revistes acadèmiques, la nova edició farà referència a més tipus de material que no estaven disponibles per als editors d’edicions anteriors, com ara testaments, inventaris, llibres de comptes, diaris, revistes i cartes.
John Simpson va ser el primer editor en cap de l'OED3. Es va retirar el 2013 i el va substituir Michael Proffitt, que és el vuitè editor en cap del diccionari.
La producció de la nova edició explota la tecnologia informàtica. Amb aquest sistema basat en XML, els lexicògrafs poden gastar menys esforç en qüestions de presentació, com ara la numeració de definicions. Aquest sistema també ha simplificat l’ús de la base de dades de pressupostos i ha permès al personal de Nova York treballar directament al diccionari de la mateixa manera que els seus homòlegs amb seu a Oxford.
Altres usos importants de l’ordinador inclouen cerques a internet d’evidències de l’ús actual i enviament de cites per correu electrònic per part dels lectors i del públic en general.

#### Paraules i entrades noves
Wordhunt va ser una crida al públic el 2005 per obtenir ajuda per proporcionar citacions de 50 paraules recentment seleccionades i va produir antecedents per a molts. Els resultats es van informar en una sèrie de televisió de la BBC, Balderdash i Piffle. Els lectors de l'OED aporten cites: el departament rep actualment al voltant de 200.000 a l'any.
Actualment, l'OED conté més de 600.000 entrades. S'actualitza l'OED trimestralment per compensar la seva tercera edició revisant les seves entrades existents i afegint paraules i sentits nous.
Al desembre de 2018 s’hi van afegir més de 600 noves paraules, sentits i subentrades a l’OED, incloses les paraules “to drain the swamp”, “TGIF” i “burkini”. També es van incloure addicions sud-africanes, com eina, dwaal i amakhosi. La frase "taffety tarts" va entrar a l'OED per primera vegada.

## Formats

### Edicions compactes
El 1971, l'OED1 de 13 volums (1933) es va reimprimir com una edició compacta de dos volums, reduint fotogràficament cada pàgina a la meitat de les seves dimensions lineals; cada pàgina d'edició compacta contenia quatre pàgines de l'OED1 en un format de quatre ("4-up"). Les dues lletres en el volum eren A i P; el primer suplement era al final del segon volum. L'edició compacta incloïa, en un petit calaix de caixa antilliscant, una lupa per ajudar a llegir tipus reduït. Molts exemplars es van distribuir econòmicament a través dels clubs de llibres. El 1987 es va publicar el segon suplement com a tercer volum de la Compact Edition.
El 1991, per a l'OED2 de 20 volums (1989), el format d'edició compacta es va redimensionar fins a un terç de les dimensions lineals originals, un format de nou que requereix una major ampliació, però que permet la publicació d'un diccionari d’un sol volum. L’acompanyava una lupa com abans i una Guia de l’usuari de l'“Oxford English Dictionary”, de Donna Lee Berg. Després de la publicació d'aquests volums, però, les ofertes de clubs de llibres continuaven venent l'edició compacta de dos volums de 1971.
- The Compact Oxford English Dictionary (segona edició, 1991, ISBN 978-0-19-861258-2): inclou definicions de 500.000 paraules, 290.000 entrades principals, 137.000 pronunciacions, 249.300 etimologies, 577.000 referències creuades i més de 2.412.000 cites il·lustratives, una lupa.[72]

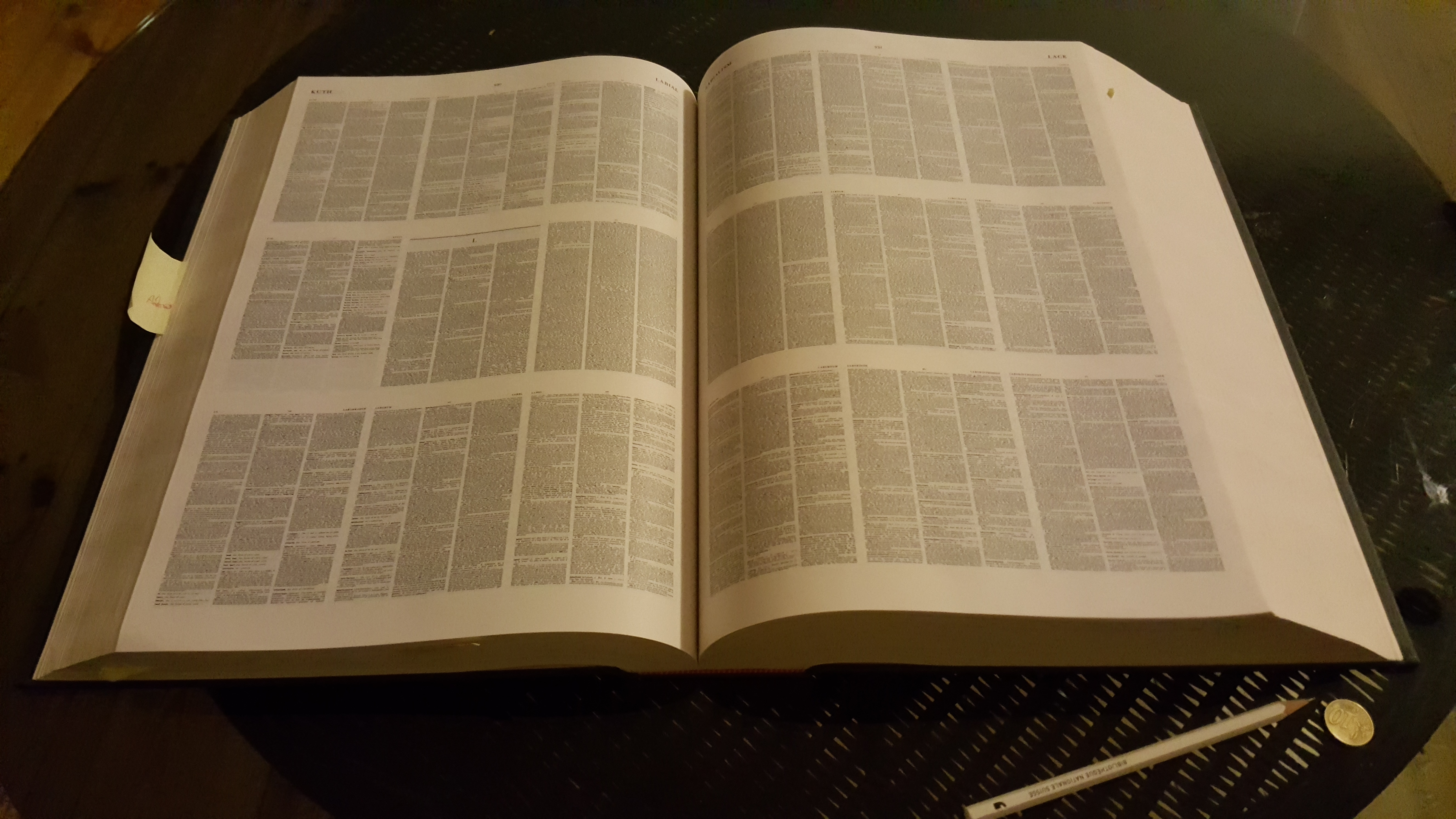
The Compact Oxford English Dictionary (segona edició, 1991).

### Versions electròniques
Un cop digitalitzat i en línia el text del diccionari, també es va poder publicar en CD-ROM. El text de la primera edició es va fer disponible el 1987. Posteriorment, es van publicar tres versions de la segona edició. La versió 1 (1992) tenia un contingut idèntic a la segona edició impresa i el CD no estava protegit contra còpia. La versió 2 (1999) incloïa l'Oxford English Dictionary Additions de 1993 i 1997.
La versió 3.0 es va publicar el 2002 amb paraules addicionals de l'OED3 i millores de programari. La versió 3.1.1 (2007) va afegir suport per a la instal·lació del disc dur, de manera que l'usuari no ha d'inserir el CD per utilitzar el diccionari. S'ha informat que aquesta versió funcionarà en sistemes operatius diferents de Microsoft Windows, mitjançant programes d'emulació. La versió 4.0 del CD està disponible des del juny del 2009 i funciona amb Windows 7 i Mac OS X (10.4 o posterior). Aquesta versió utilitza la unitat de CD per a la instal·lació, només s’executa des del disc dur.
El 14 de març de 2000, l'Oxford English Dictionary Online (OED Online) es va posar a disposició dels subscriptors. La base de dades en línia conté tot l'OED2 i s'actualitza trimestralment amb revisions que s'inclouran a l'OED3 (vegeu més amunt). L'edició en línia és la versió més actualitzada del diccionari disponible. El lloc web d'OED no està optimitzat per a dispositius mòbils, però els desenvolupadors han afirmat que hi ha plans per proporcionar una API que permeti als desenvolupadors desenvolupar diferents interfícies per consultar l'OED.
El preu per a una persona que utilitzi aquesta edició és de 195 £ o 295 $ cada any, fins i tot després d'una reducció el 2004; en conseqüència, la majoria dels subscriptors són grans organitzacions com ara universitats. Algunes biblioteques i empreses públiques també s'hi han subscrit, incloses les biblioteques públiques del Regne Unit, on l'accés és finançat per l'Arts Council, i les biblioteques públiques de Nova Zelanda. Les persones que pertanyen a una biblioteca subscrita al servei poden utilitzar el servei des de casa seva sense cap cost.
- Oxford English Dictionary Segona edició en CD-ROM versió 3.1:

- Versió actualitzada per 3.0 (ISBN 978-0-19-522216-6)

- Oxford English Dictionary Segona edició en CD-ROM versió 4.0: inclou 500.000 paraules amb 2,5 milions de cites de fonts, 7.000 paraules i significats nous. Inclou vocabulari de la segona edició OED i els 3 volums de les addicions. Admet Windows 2000-7 i Mac OS X 10.4-10.5). Diccionari basat en Flash.

- Versió plena (ISBN 0-19-956383-7/ISBN 978-0-19-956383-8)
- Versió actualitzada 2.0 només per Windows (ISBN 0-19-956594-5/ISBN 978-0-19-956594-8)

## Relació amb altres diccionaris d’Oxford
La utilitat i el renom de l'OED com un diccionari històric han donat lloc a nombrosos projectes descendència i altres diccionaris que porten el nom d'Oxford, encara que no tots estan directament relacionats amb el mateix OED.
El Shorter Oxford English Dictionary, que es va iniciar originalment el 1902 i es va completar el 1933, és un resum de l’obra completa que manté l'enfocament històric, però no inclou cap paraula obsoleta abans del 1700, excepte les que feia servir Shakespeare, Milton, Spenser i la Bíblia del rei Jaume. Una edició completament nova es va produir a partir de l'OED2 i es va publicar el 1993, amb revisions el 2002 i el 2007.
El Concise Oxford Dictionary és una obra diferent, que té com a objectiu cobrir només l’anglès actual, sense el focus històric. L'edició original, basada majoritàriament en l'OED1, va ser editada per Francis George Fowler i Henry Watson Fowler i publicada el 1911, abans de finalitzar l'obra principal. Les edicions revisades van aparèixer al llarg del segle XX per mantenir-la al dia amb els canvis en l’ús de l’anglès.
FG Fowler i HW Fowler van concebre originalment el Pocket Oxford Dictionary of Current English per ser comprimit, compacte i concís. La seva font principal és l'Oxford English Dictionary, i és nominalment un resum del Concise Oxford Dictionary. Es va publicar per primera vegada el 1924.
El 1998 es va publicar el New Oxford Dictionary of English (NODE). Tot i que també pretenia cobrir l’anglès actual, NODE no es basava en l’OED. En canvi, era un diccionari completament nou produït amb l'ajut de la lingüística del corpus. Un cop publicat NODE, va seguir una nova edició similar del Concise Oxford Dictionary, aquesta vegada basada en una reducció de NODE en lloc de l'OED; NODE (sota el nou títol de l’Oxford Dictionary of English, o ODE) continua essent la font principal de la línia de productes d’Oxford de diccionaris actuals en anglès, inclòs el New Oxford American Dictionary, amb l’OED que ara només serveix de base per a la història acadèmica.

## Ortografia
L’OED enumera les grafies britàniques de paraules clau (per exemple, labour, center) amb variants següents (labor, centre). Per al sufix que s'escriu amb més freqüència -ise en anglès britànic, la política OUP dicta una preferència per l'ortografia -ize, per exemple,realize vs. realise and globalization vs. globalisation. El fonament és etimològic, ja que el sufix anglès deriva principalment del sufix grec -ιζειν, (-izein) o del llatí -izāre. Tanmateix, -ze també es tracta de vegades com un americanisme en la mesura que el sufix -ze s'ha introduït en paraules on originalment no pertanyia, com passa amb l'analyse (anglès britànic), que s'escriu analyze en anglès americà.

## Recepció
El primer ministre britànic, Stanley Baldwin, va descriure l'OED com un "tresor nacional". L’autor Anu Garg, fundador de Wordsmith.org, l’ha qualificat d'"icona lex" Tim Bray, cocreador de l'Extensible Markup Language (XML), acredita l'OED com a inspiració en desenvolupament d'aquest llenguatge de marques.
Tanmateix, malgrat i, precisament, a causa de les seves pretensions d'autoritat, el diccionari ha estat criticat almenys des dels anys seixanta des de diversos angles. S’ha convertit en un objectiu precisament a causa del seu abast, les seves pretensions d’autoritat, el seu centratge britànic i la relativa negligència dels anglesos del món, el seu enfocament implícit però no reconegut en la llengua literària i, sobretot, la seva influència. L’OED, com a producte comercial, sempre ha hagut de maniobrar una línia fina entre relacions públiques, màrqueting i beca i es pot argumentar que el seu principal problema és la captació crítica del treball per part del públic interessat. En la seva revisió del suplement de 1982, lingüista de la Universitat d'Oxford, Roy Harris, escriu que criticar l'OED és extremadament difícil perquè "es tracta no només d'un diccionari, sinó d'una institució nacional", un que "s'ha convertit, com la monarquia anglesa, pràcticament immune a la crítica en principi". A més, assenyala que s'inclouen neologismes d'autors respectats "literaris" com Samuel Beckett i Virginia Woolf, mentre que l'ús de paraules als diaris o altres fonts menys "respectables" tenen menys influència, tot i que es poden utilitzar habitualment.

Reclamacions d'autoritat de l'OED també han estat qüestionats pels lingüistes com Pius ten Hacken, que assenyala que el diccionari s'esforça activament per definitivitat i l'autoritat, però només pot assolir aquests objectius en un sentit limitat, donada la dificultat de definir l'abast del que inclou.
L'editor fundador James Murray també es va mostrar reticent a incloure termes científics, malgrat la seva documentació, tret que considerés que eren prou utilitzats. El 1902, va rebutjar afegir la paraula "radium" al diccionari.